# تپه علیرضا وندی
تپه علیرضا وندی مربوط به عصر آهن - سده‌های الویه و میانه دوران‌های تاریخی پس از اسلام است و در شهرستان گیلانغرب، بخش مرکزی، دهستان حومه ۵۵۰ متری شمال روستای علیرضا وندی واقع شده و این اثر در تاریخ ۲۶ اسفند ۱۳۸۷ با شمارهٔ ثبت ۲۵۶۵۲ به‌عنوان یکی از آثار ملی ایران به ثبت رسیده است.